# ليندا لي ميد
ليندا لي ميد (بالإنجليزية: Lynda Lee Mead)‏ هي سيدة أعمال وعارضة أمريكية، ولدت في 17 أبريل 1939 في ناتشيز في الولايات المتحدة.